# Etelinae
Sous-famille
Les Etelinae sont une sous-famille de poissons perciformes (non acceptée par WoRMS qui intègre ses genres dans la famille des Lutjanidae).

## Liste des genres
- Aphareus Cuvier in Cuvier et Valenciennes, 1830
- Aprion Valenciennes in Cuvier et Valenciennes, 1830
- Etelis Cuvier In Cuvier et Valenciennes, 1828
- Pristipomoides Bleeker, 1852
- Randallichthys Anderson, Kami et Johnson, 1977